# Schwarzbrauenalbatros
Der Schwarzbrauenalbatros oder Mollymauk (Thalassarche melanophris) ist eine Vogelart aus der Familie der Albatrosse (Diomedeidae). Er ist der am weitesten verbreitete und häufigste Vertreter der Familie. Der Schwarzbrauenalbatros (oft auch als Black-browed Albatros bezeichnet) gehört zur Ordnung der Röhrennasen.
Der Schwarzbrauenalbatros verbringt fast sein ganzes Leben in der Luft über dem Südpolarmeer. Er ist aber auf seinen weiten Wanderungen auch schon im Nordatlantik und als extrem seltener Ausnahmegast auch in Mitteleuropa gesichtet worden.
Seit 2014 sorgt ein Einzelvogel für Aufsehen, der regelmäßig im Frühjahr und Sommer u. a. auf Helgoland und im Bereich der Nordwestküste Dänemarks gesichtet wird.

## Aussehen

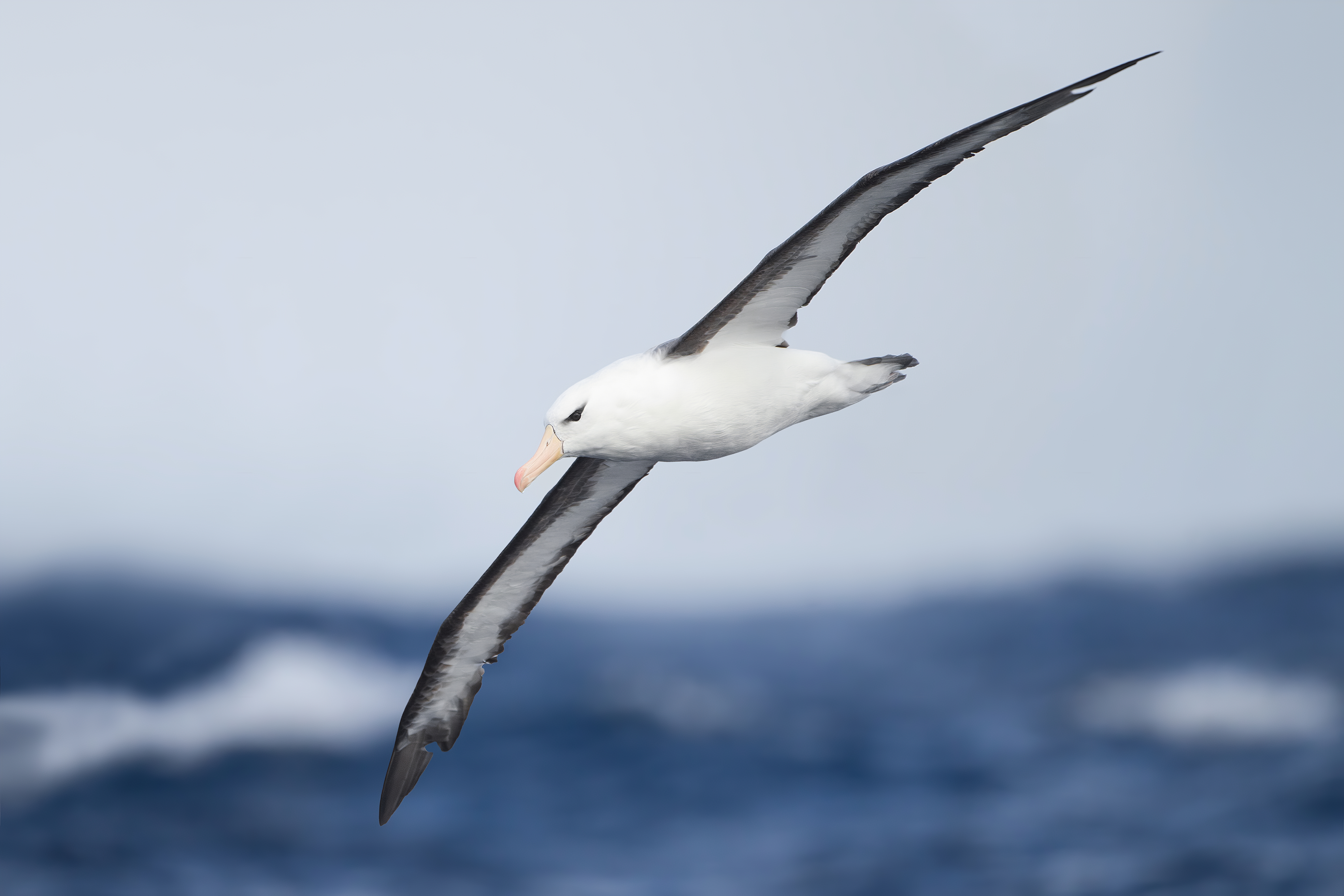
Schwarzbrauenalbatros im Flug

Der Schwarzbrauenalbatros kann vom Wanderalbatros (Diomedea exulans) durch die namensgebenden dunklen Augenstreifen und die breiten schwarzen Flügelkanten auf der sonst weißen Unterseite unterschieden werden. Die Spannweite eines ausgewachsenen Exemplars kann eine Größe von bis zu 245 Zentimetern erreichen. Die Art wird etwa 80 bis 83 Zentimeter groß, die Höhe beträgt im Stand durchschnittlich 63 Zentimeter. Schwarzbrauenalbatrosse wiegen zwischen 2,9 und 4,6 Kilogramm. Damit ist der Schwarzbrauenalbatros eine der kleinsten Albatros-Arten.
Die beiden Geschlechter unterscheiden sich rein äußerlich nicht. Erwachsene Vögel haben einen gelben Schnabel, bei Jungvögeln ist er grau. Jungvögel sind insgesamt mehr grau gefärbt, besonders am Hals. Bei ausgewachsenen Schwarzbrauenalbatrossen ist der Kopf und der übrige Körper weiß. Der Schwanz dieser Vögel ist kurz und grau. Die langen, schmalen Flügel sind ein Meisterwerk der Evolution und Aerodynamik. Der Schwarzbrauenalbatros kann stundenlang dicht über den Wellen schweben, ohne mit den Flügeln schlagen zu müssen.
Verwechslungsmöglichkeiten bestehen insbesondere mit dem Campbell-Albatros, der früher als Unterart des Schwarzbrauenalbatros galt.

## Verbreitung und Lebensraum

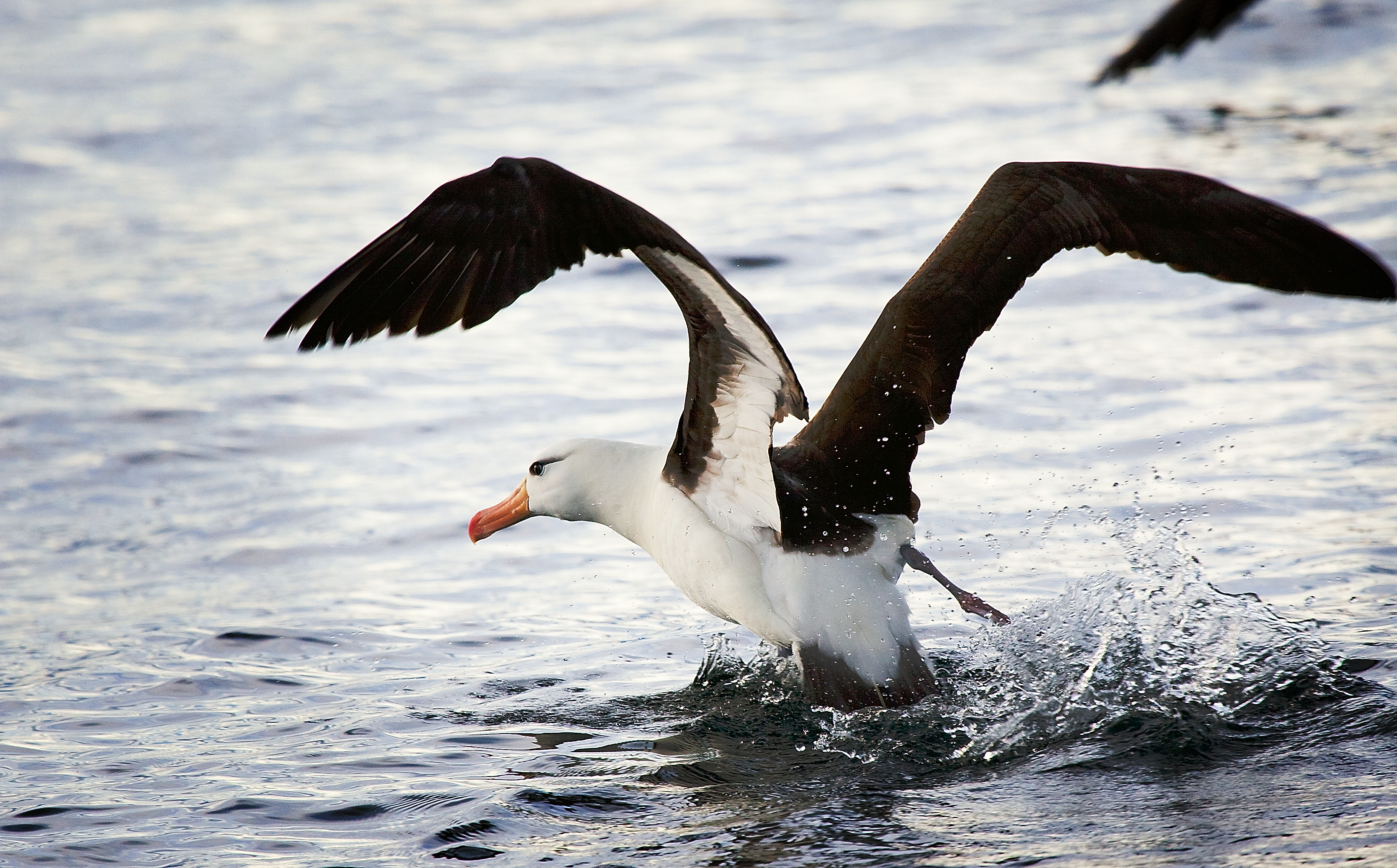
Schwarzbrauenalbatros im Beagle-Kanal bei Argentinien

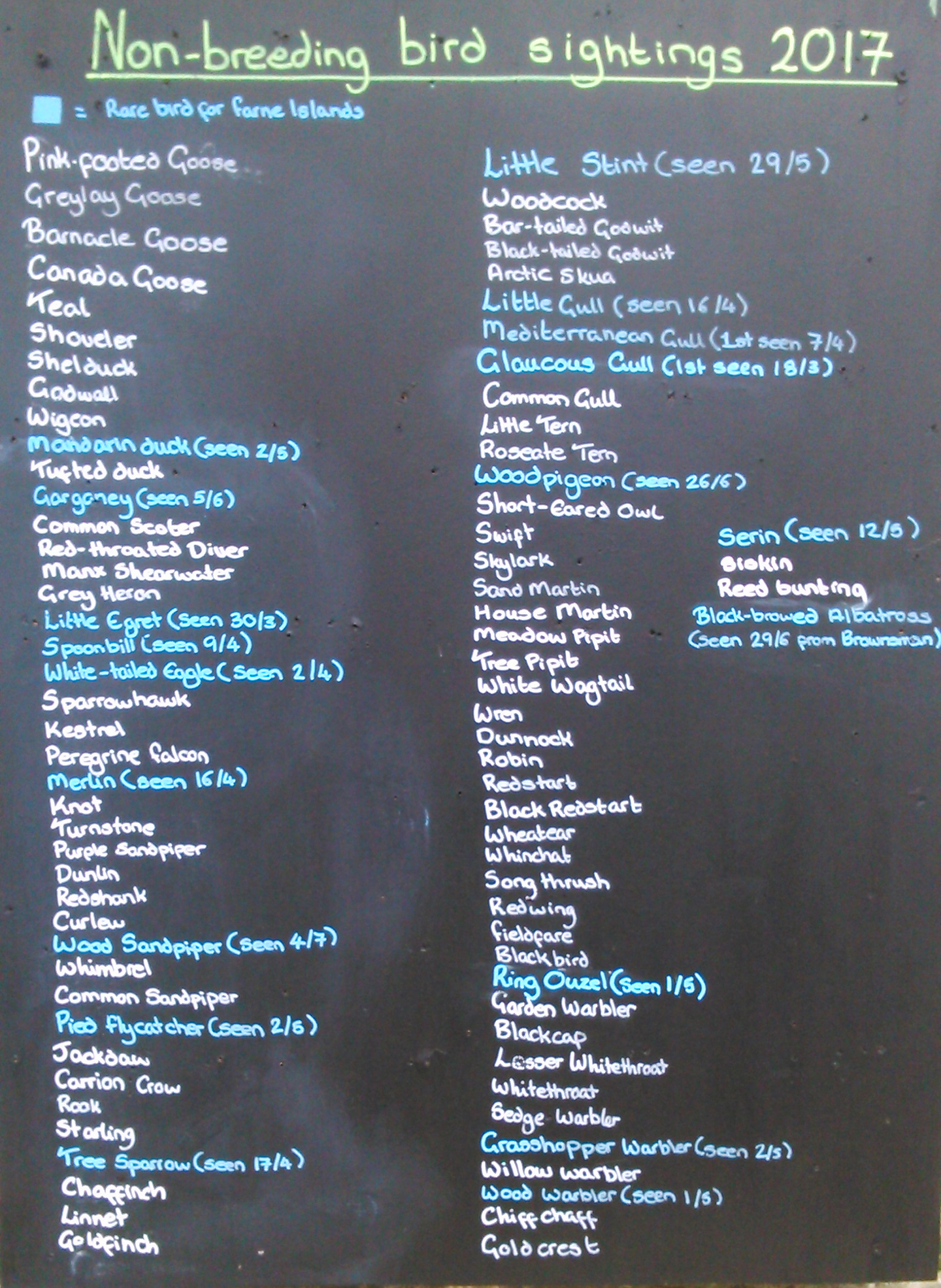
Im Juni 2017 wurde ein Vogel vor der Küste Nordostenglands gesehen - in dieser Zeit fehlen Meldungen von Sylt.

Der Schwarzbrauenalbatros brütet auf Inseln rund um die Antarktis. Die Nominatform T. m. melanophris brütet im Gebiet um Kap Hoorn, auf den Falklandinseln und Südgeorgien und auf den Südlichen Sandwichinseln. Eine zweite Unterart, T. m. impavida, brütet ausschließlich auf der zu Neuseeland gehörenden Campbell-Inselgruppe. Diese Unterart wird inzwischen von den meisten Autoren als eigenständige Art Campbell-Albatros (Thalassarche impavida) eingestuft.
Wie fast alle Albatros-Arten nisten Schwarzbrauenalbatrosse in Kolonien, die oft aus mehreren tausend Vögeln bestehen, dabei kann es auch vorkommen das gemischte Kolonien aus Felsenpinguin und Albatros entstehen (Falklandinseln). Die Falklandinseln gehören zu den wichtigsten Brutgebieten der Art. Vermutlich brüten etwa 75 Prozent des Weltbestandes auf den Inseln dieses Archipels. Für die dortige Avifauna stellt der Schwarzbrauenalbatros die zweithäufigste Brutvogelart dar. Die bekanntesten Brutkolonien der Falklandinseln befinden sich hier:
- Steeple Jason Island (nordwestlich der Falkland-Hauptinseln), weltgrößte Schwarzbrauenalbatros-Kolonie
- Saunders Island
- Carcass Island
- West Point Island
- Beauchene Island, große Kolonie mit mehreren zehntausend Brutpaaren

Der Schwarzbrauenalbatros verbringt fast sein ganzes Leben in der Luft über dem Südpolarmeer, besonders in der Drake-Passage ist er häufig anzutreffen. Von 1860 bis 1894 lebte ein Exemplar mit Namen Súlukongur 34 Jahre – bis zu seinem Abschuss – unter den Basstölpeln der färöischen Insel Mykines. Ein weiterer Vogel dieser Art hat zwischen 1967 und 2007 in wechselnden schottischen Basstölpel-Kolonien übersommert. Da niemals ein zweiter Schwarzbrauenalbatros zeitgleich in einer anderen Kolonie gesehen wurde, geht man inzwischen fast sicher davon aus, dass es sich – wie bei Súlukongur – immer um denselben Vogel gehandelt hat. Dieser Vogel – „Albert“ genannt – war zuletzt mindestens 47 Jahre alt und hatte mindestens 40 Jahre davon auf der Nordhalbkugel der Erde verbracht.
In Mitteleuropa sind Sichtungen noch rarer und der Schwarzbrauenalbatros gilt hier als extrem seltener Ausnahmegast. Ein Individuum dieser Art wurde unter anderem jeweils im Dezember 1980 in Belgien sowie im Oktober 1988 in Niedersachsen gesehen.

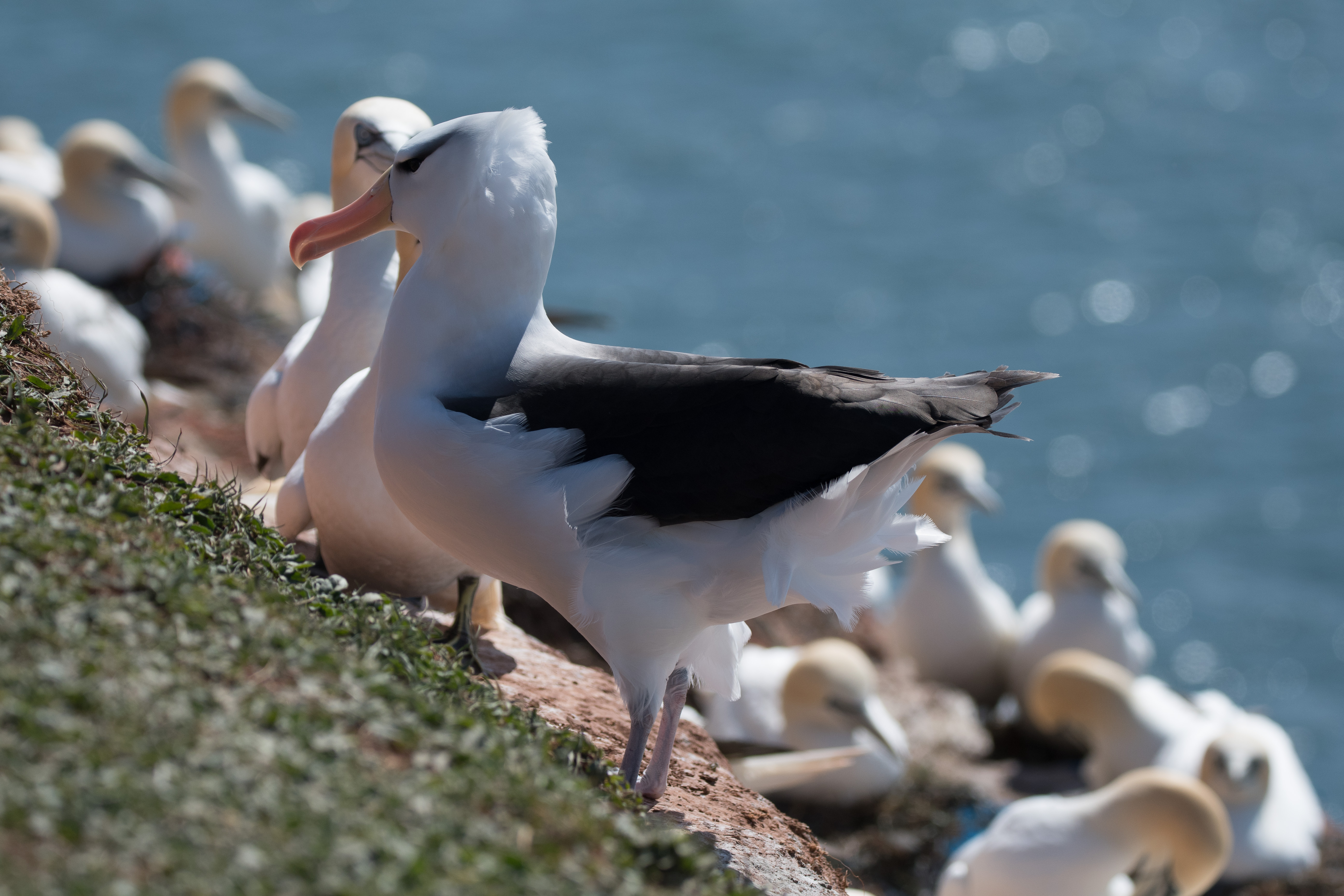
Schwarzbrauenalbatros am Ostermontag 2017 auf Helgoland

Seit 2014 wird ein Individuum jeweils an vereinzelten Tagen im Frühjahr auf der Nordseeinsel Helgoland gesichtet und fotografiert. Es existieren weitere Nachweise des vermutlich selben Vogels aus dem erweiterten Nordseeraum, unter anderem vom 26. Mai 2014 aus Dänemark nördlich von Skagen, aus Klädesholmen in der Nähe von Göteborg in Schweden sowie aus Frankreich, beispielsweise vom 13. August bei Le Havre. In Deutschland wurde der Vogel zusätzlich im Gebiet um Sylt gesichtet, unter anderem am 21. April 2017 im Rantumbecken. Im Jahr 2017 hält sich der Vogel überwiegend im Rantumbecken auf Sylt auf (bis Mitte August). Vermutlich derselbe Vogel wurde Ende Juni 2017 bei den britischen Farne-Inseln (Northumberland) gesehen. Weitere Beobachtungen in der Nordsee wurden bis 2023 gemacht.

## Fortpflanzung
Die Tiere dieser Art sind sehr treue Vögel. Die Paare kommen im Normalfall jedes Jahr aufs Neue zusammen, um gemeinsam zu brüten.
Als Nistplätze bevorzugen sie die Steilküsten der der Antarktis vorgelagerten Inseln, weil sie von dort aus den Aufwind beim Abfliegen besser nutzen können. Dabei kommen sie nur zur Brut und Brutpflege an Land, wo das Paar meist nur ein Ei ausbrütet.

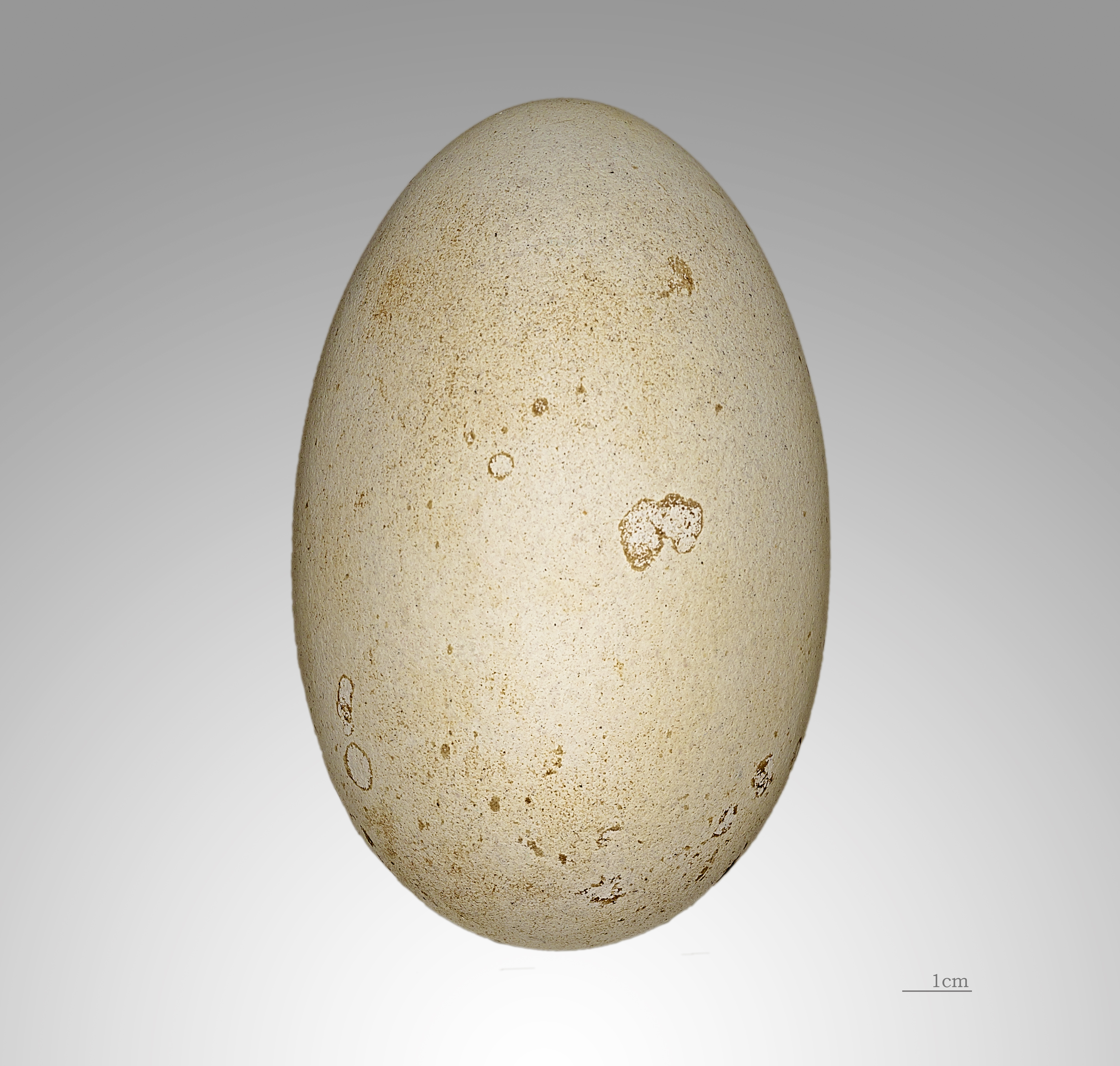
Ei des Schwarzbrauenalbatros

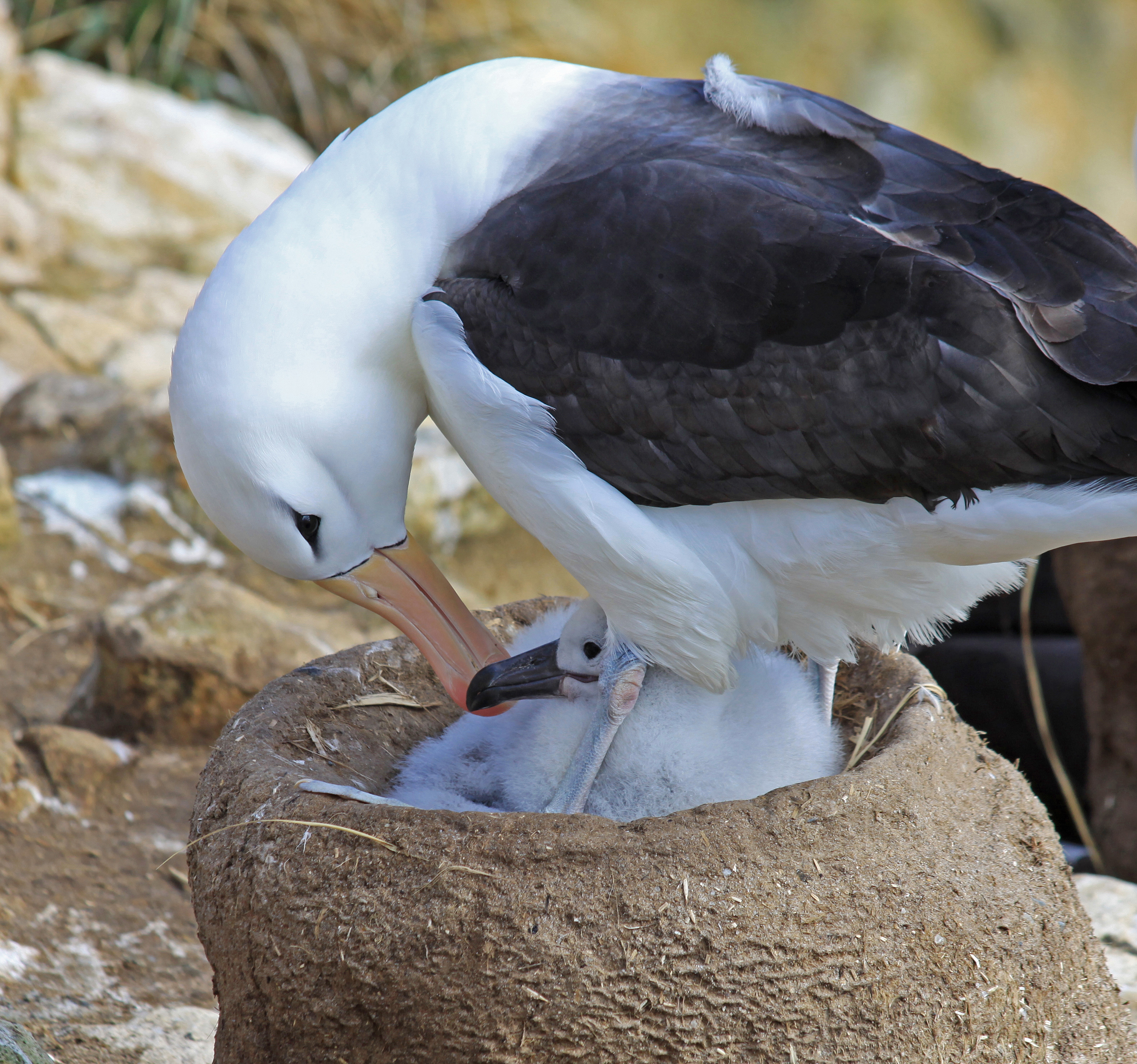
Schwarzbrauenalbatros auf den Falklandinseln bei der Brutpflege

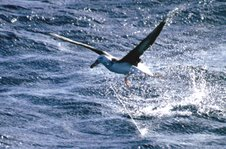
Schwarzbrauenalbatros an einer Langleine gefangen

Um in dem kalten und rauen Klima zu überleben, werden junge Schwarzbrauenalbatrosse von einer dicken Fettschicht und einem dichten Daunenkleid vor der Kälte geschützt. Bei der Brutpflege wechseln sich die Eltern ab. Während ein Elternteil oft viele Kilometer bei der Nahrungssuche zurücklegt, warten das Küken und der andere Elternteil an Land. Die Aufzuchtzeit der Jungen dauert ungefähr vier Monate. Danach verlassen die Jungen das Land und verbringen bis zum Eintreten der Geschlechtsreife die ganze Zeit auf dem offenen Meer. Diese tritt etwa im Alter von vier Jahren ein. Wie die meisten Albatrosse haben auch die Schwarzbrauenalbatrosse einen Trick entwickelt, um sich vor Feinden zu schützen. Bei einem Angriff bespritzen sie den Feind oder Angreifer zusätzlich mit Öl aus ihren Nasenlöchern. Dieses Öl stammt aus dem Magen der Tiere und hat einen sehr unangenehmen ranzigen Gestank.

## Ernährung
Die Nahrung bilden hauptsächlich Tintenfische, Krebse und Krill. Wie viele Seevögel nimmt auch der Schwarzbrauenalbatros Meerwasser auf und scheidet den Großteil des Salzgehaltes durch die Nasendrüsen wieder aus. Es gibt Hinweise, dass diese Art in den Gewässern rund um die Falklandinseln zumindest kurzfristig von der Zunahme der kommerziellen Fischerei nach Tintenfischen profitierte. Fischerei dieser Art findet vor allem in der Nähe der Beauchene Island, der südlichsten der Falklandinseln, statt. Fünf Prozent der Fänge werden wieder ins Wasser geworfen und fünfzig Prozent davon werden von den Schwarzbrauenalbatrossen gefressen. Der langfristige Einfluss dürfte allerdings nachteilig sein, da es hier sehr schnell zu einer Überfischung der Bestände gekommen ist.

## Gefährdung
Der Schwarzbrauenalbatros steht, wie die meisten Albatros-Arten, auf der Roten Liste gefährdeter Arten. Oft folgen die Tiere Fischereischiffen. Dabei sind vor allem die Langleinen für sie gefährlich. Viele Albatrosse kommen an den Haken dieser Langleinen um, die über 100 Kilometer lang und mit über 20.000 Haken besetzt sein können. An diesen Haken sind Fischköder angebracht, doch oft fallen auch die Albatrosse dieser Methode zum Opfer. Oft verfangen sie sich dabei an den Haken und ertrinken, sobald die Leine durch ihr Gewicht absinkt.

## Belege